# Campanino
Campanino es el nombre de una variedad cultivar de manzano (Malus pumila). Gracias a su larga vida útil, la manzana 'Campanino' ha sido popular no solo en Italia sino también en la exportación a países como Alemania.

## Sinónimos
- 'Mela Campanina'
- 'Mela Campanina di Modena'
- 'Mela Campanina'
- 'Mela Campanina'

## Historia
Se desconocen los orígenes antiguos de esta variedad. Una referencia temprana fue en 1751 de Francesco Argelati de Bolonia.
En 1815, el italiano pomólogo Georges Gallesio describió una plántula encontrada en provincia de Módena como "manzana de Módena". En 1877 el historiador Don Felice Ceretti de Mirandola, publicó un artículo en un periódico local en el que habló sobre "manzanas llamadas "campanini" que se almacenan ampliamente en otoño y se transportan a Venecia y otras ciudades".
Después de la Segunda Guerra Mundial, el cultivo de manzanas 'Campanino' disminuyó a favor de otras variedades que son más productivas, más fáciles de cultivar y más apreciadas por los consumidores. El historiador Vilmo Cappi (1918–2013) escribió que la manzana 'Campanino' estaba desapareciendo porque estaba siendo reemplazada por variedades y tipos de manzanas más comerciales. Hay sin embargo, aquellos que prefieren la fruta ya que puede durar todo el invierno con su fragancia intacta mientras su pulpa limpia y blanca se ve como mármol. 

## Características
La manzana 'Campanino', es una manzana de postre, de cocina, de mermelada, y de repostería, que tiene la piel gruesa parcialmente roja. 

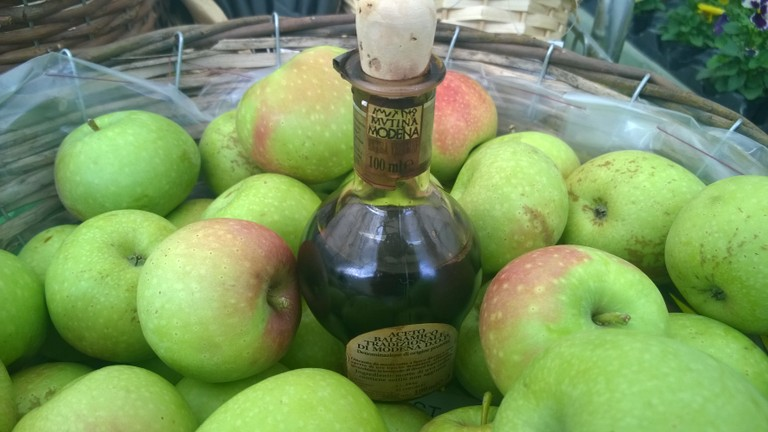
Vinagre balsámico tradicional de Módena y manzanas 'Campanino'.

Los frutos del manzano 'Campanino' son pequeños, generalmente simétricos y generalmente esferoidales (aproximadamente de 64 mm de diámetro por 58 mm de altura), con un peso de aproximadamente de 85-95 g. La piel es gruesa y no muy cerosa, de un color amarillo verdoso que se vuelve rojo-verde cuando la fruta está expuesta a la luz solar. La carne es de color blanco verdoso, muy firme y azucarada. También es aromático y ligeramente ácido.
Un estudio científico realizado por la Universidad de Bolonia sobre las características de cinco variedades antiguas de manzana destacó las cualidades de 'Campanino'. Contiene altas cantidades de antioxidantes (hasta cuatro veces más que la manzana 'Golden Delicious'), alto contenido de pectina y polifenoles, así como ácido ascórbico (vitamina C).
La temporada de floración se produce de abril a mayo, y la manzana se puede cosechar durante aproximadamente un mes desde principios de octubre. Las Campaninas maduras tienen una coloración roja en la piel, especialmente después de haber estado expuestas al sol durante 5 a 7 días: por esta razón, la manzana Campanina también se conoce como la "manzana Annurca del norte de Italia".  A diferencia de otras variedades, las manzanas 'Campanino' se pueden conservar fácilmente durante seis meses sin ningún uso de refrigeración.